# 岡部政明
岡部 政明（おかべ まさあき、1932年2月16日 - ）は、日本の声優、俳優、ナレーター。北海道深川市出身。

## 来歴
北海道学芸大学（現・北海道教育大学）卒。
1953年、北海道放送演劇研究所卒業。1955年、NHK札幌放送劇団所属。かかしぷろ、三光事務所を経て、1965年、演劇集団未踏結成。1965年から2019年10月まで東京俳優生活協同組合に所属していた。

## 人物
声域はバリトン。方言は北海道弁。免許・資格は普通自動車免許。

## 出演作品

### テレビドラマ
- テレビ劇場 河口（1962年 / NHK）
- 青春の群像 第6話（1963年 / 日本テレビ）
- 第7の男 第10話「夜の罠」（1964年、フジテレビ）
- 宇宙人ピピ 第38話（1965年）
- 女の顔（1971年 / 東京12チャンネル） - ナレーター
- 森村誠一シリーズII 青春の証明（1978年、毎日放送） - ナレーター
- 男たちの旅路 第4部「第一話 流氷」（1979年 / NHK）
- 男と女のミステリー「殺意・或る女の誤算」（1988年4月22日 / フジテレビ）
- 土曜ワイド劇場 妖しいメロディの美女 江戸川乱歩の「仮面の恐怖王」湖底に沈んだ白い肌…（1986年7月5日） - 恐怖王の声
- 大河ドラマ
  - 花の生涯（1963年） - 常備隊
  - 赤穂浪士（1979年） - 陣十郎の手下
  - 春の波涛（1985年） - 陸奥宗光
  - いのち（1986年） - 利男、村の人
- 熱血!新入社員宣言（1991年 / TBS）
- マイ☆ボス マイ☆ヒーロー（2006年 / 日本テレビ） - ナレーター
- 電車男DELUXE 最後の聖戦（2006年9月23日、フジテレビ） - ナレーター

### 映画
- 黒部の太陽（1968年） - 記者
- 復讐するは我にあり（1979年 / 松竹） - ニュースキャスター（声のみ）
- フィルム・ビフォー・フィルム（1988年） - ナレーター
- コンセント（2002年）
- 掘るまいか（2003年） - ナレーター
- ハトは泣いている 時代の肖像（2016年） - ナレーター

### 舞台
- 阿修羅
- いのちきらめく日に
- 橋
- るぶける
- ゲヴァントハウス合唱団 第10回大阪永久平和祈念祭典 「90 声明・レクイエム」（1990年） - 朗読
- 平成16年度文化庁 創作劇奨励公演「浄瑠璃の庭」（2004年） - 石牟礼才蔵
- 劇団東演 第124回公演 「フィラデルフィアへやって来た!」（2005年）
- 遊人塾・劇舎公演VOL6「あ、のんきだね」（2006年） - 飯島佳志
- 俳協プロジェクトH公演 vol.10「美しきものの伝説」（2008年）
- プレイガール・オフィス マヌエラ追悼公演「ルーズベルトの刺客」（2008年）
- 朗読・語りバトル公演（2012年） - 朗読
  - 浅田次郎作「鉄道員〈ぽっぽや〉」
  - 芥川龍之介作「藪の中」
- ステージプロジェクト翔 特別公演「帽子屋さんのお茶の会」（2012年）
- 劇団ひの 第86回公演「闇に咲く花」（2013年）
- 第27回多喜二祭「党生活者」（2015年） - 朗読

### テレビアニメ
1965年
- 宇宙少年ソラン

1968年
- 佐武と市捕物控（奉行、松吉、秋葉玄之丞、喜平、伊之吉）

1969年
- どろろ（魔神）

1971年
- さすらいの太陽（受付）

1972年
- アストロガンガー（ソニックブラスター、ISP長官）

1975年
- 草原の少女ローラ（エドワース）

1976年
- 母をたずねて三千里（ビクトル・メキーネス）

1977年
- 無敵超人ザンボット3（1977年 - 1978年、神源五郎）

1978年
- 星の王子さま プチ・プランス（犬、パパ）

1979年
- ルパン三世 (TV第2シリーズ)（ドルメン教授）

1985年
- 忍者戦士飛影（アネックス・ザブーム）

1987年
- シティーハンター（柴田）

1988年
- エスパー魔美（深雪の父）

1989年
- 美味しんぼ（里井、時山外信部部長）

1990年
- 八百八町表裏 化粧師（つづみ屋）
- YAWARA!（1990年 - 1996年、虎滋郎、馬之助） - 1シリーズ+スペシャル版
- 笑ゥせぇるすまん（加江利宅内）

1995年
- ドラえもん（部長）

1997年
- 手塚治虫の旧約聖書物語（ファラオ）

1998年
- 男はつらいよ（栗原・夫）
- 名探偵コナン（町田修造、鉢巻八兵衛）

1999年
- 週刊ストーリーランド（シバケンイチ）

2001年
- Z.O.E Dolores, i（警察高官）
- PROJECT ARMS（新宮修一郎）

2002年
- ラーゼフォン（ノマド艦長）

2003年
- 魁!!クロマティ高校（著者の声）

2006年
- 白い恋人

2008年
- 魔法遣いに大切なこと 〜夏のソラ〜（優作）

### 劇場アニメ
- ヤスジのポルノラマ やっちまえ!!（1971年）
- 機動戦士ガンダムII 哀・戦士編（1981年、ウッディ）
- 機動戦士SDガンダム（1988年、ウッディ）
- おじさん改造講座（1990年、東堂部長）
- 機動戦士ガンダムII 哀・戦士編 特別版（2000年、ウッディ大尉）
- 名探偵コナン 水平線上の陰謀（2005年、八代延太郎[13]）
- ホッタラケの島 〜遥と魔法の鏡〜（2009年、マバロワ[14]）

### OVA
- 六神合体ゴッドマーズ 十七歳の伝説（1988年、ナレーション[15]）
- 銀河英雄伝説（1989年、アウグスト・ザムエル・ワーレン）
- 創竜伝（1991年 - 1992年、タウンゼント）
- 帝都物語（1991年、ナレーション）
- ザ・コクピット（1993年、ナレーション）
- 銀河英雄伝説外伝 奪還者（2000年、アウグスト・ザムエル・ワーレン）

### ゲーム
- 機動戦士ガンダム ギレンの野望（1998年、ウッディ・マルデン）
- 機動戦士ガンダム ギレンの野望 ジオンの系譜（2000年、ウッディ・マルデン）
- 機動戦士ガンダム ギレンの野望 ジオン独立戦争記（2002年、ウッディ・マルデン）
- 機動戦士ガンダム 戦士達の軌跡（2004年、ウッディ・マルデン）
- 義経英雄伝修羅（2005年、ナレーション）
- スーパーロボット大戦Z（2008年、神源五郎）

### ドラマCD
- BASTARD!! 暗黒の破壊神 外伝巻之二 - 三（大神官ジオ）
- 七星闘神ガイファード オリジナル・サウンドトラック（ナレーション）
- マジンカイザー傳（ナレーター）
- モスラ'61（原田博士）

### 吹き替え

#### 映画
- アビス（ジェラルド・カークヒル〈ケン・ジェンキンス〉）※ソフト・完全版
- 愛のめぐりあい（画家〈マルチェロ・マストロヤンニ〉）
- エルム街の悪夢4 ザ・ドリームマスター 最後の反撃
- オペラ座の怪人（ハリー・ハンター〈エドワード・デ・スーザ〉）
- OK牧場の決斗（ヴァージル・アープ）※テレビ東京版
- オーメン4（ドクター・ヘイスティングス〈マディソン・メーソン〉）
- 華麗なるヒコーキ野郎（エズラ・スタイルズ〈エドワード・ハーマン〉）
- 口紅殺人事件（エド・モーブレー〈ダナ・アンドリュース〉）
- K-9/友情に輝く星（医師〈デヴィッド・ハスケル〉）※ソフト版
- 荒野の七人 ※NET版
- ゴーン・フィッシン'（ビリー“キャッチ”プーラー〈ウィリー・ネルソン〉）
- ゴッドファーザー PART III（B・J・ハリソン〈ジョージ・ハミルトン〉） ※ソフト版、（カロ）※フジテレビ版
- コブラ（トニー・ゴンザレス〈レニ・サントーニ〉） ※テレビ朝日版（日本語吹替音声追加収録版ブルーレイに収録）
- ザ・スカルズ/髑髏の誓い（マンドレーク〈クレイグ・T・ネルソン〉）
- サイコ（フレッド・リッチマン）※フジテレビ版
- 地獄の7人（ジェリコ）
- 十二人の怒れる男（係官） ※テレビ朝日版
- 死にゆく者への祈り（ミラー〈モーリス・オコンネル〉）
- 推定有罪（リチャード・エメリー）※NHK版
- すべての美しい馬（判事〈ブルース・ダーン〉）
- スター・ウォーズシリーズ
  - スター・ウォーズ エピソード4/新たなる希望
  - スター・ウォーズ エピソード5/帝国の逆襲
  - スター・ウォーズ エピソード6/ジェダイの帰還
- スターゲイト（ウエスト将軍〈レオン・リッピー〉） ※DVD版
- スリーピー・ホロウ（ジェイムズ・ハーデンブルック書記〈マイケル・ガフ〉） ※テレビ東京版
- 聖衣（ペテロ〈マイケル・レニー〉）
- 戦場にかける橋（リーヴス大尉〈ピーター・ウィリアムズ〉）※フジテレビ版（デラックスエディションBD収録）
- 潜水艦X-1号（ペニングトン中尉〈ノーマン・ボウラー〉）※テレビ朝日版（DVD収録）
- 大統領の陰謀
- 大脱走 ※テレビ東京版
- 007 ゴールドフィンガー（Q〈デスモンド・リュウェリン〉） ※NET版
- パトリオット・ゲーム（ホームズ卿〈ジェームズ・フォックス〉）※ソフト版
- ハロウィンII（レポーター〈アラン・ハウフレクト〉） ※日本テレビ版・BD収録
- ブロークン・アロー（マックス・ウィルキンス大佐〈デルロイ・リンドー〉）
- ブラジルから来た少年（ブルックナー教授〈ブルーノ・ガンツ〉）
- ポーリー（バージル〈ビル・コッブス〉）
- PLANET OF THE APES/猿の惑星（ゼイウス〈チャールトン・ヘストン〉） ※日本テレビ版
- マッカーサー
- マイ・ドッグ・スキップ（バーニー〈ビル・バトラー〉）
- ミッドウェイ（宇垣纏〈ベネット太田〉） ※TBS版（草鹿龍之介〈パット・モリタ〉）※日本テレビ版
- ミシシッピー・バーニング（クレイトン・タウンリー〈スティーヴン・トボロウスキー〉）※ソフト版
- レイズ・ザ・タイタニック
- ローズマリーの赤ちゃん

#### ドラマ
- アメリカン・ヒーロー（セルゲイ〈カイ・ウルフ〉）
- アリー my Love
- 宇宙大作戦（マクナリー、サニー）
- Xファイル（ジェレマイア・スミス）
- がんばれ!名犬ジョー（コーリー軍曹〈アーチ・ホワイティング〉）
- 頑固じいさん孫3人（バズ）
- 恐竜家族
- 刑事コロンボシリーズ
  - 黒のエチュード（ポール・リフキン〈ジェームズ・オルソン〉） ※NHK版
  - 第三の終章（デービッド・チェイス〈アラン・ファッジ〉）
  - 権力の墓穴（チャーリー・シュープ〈ジョン・カルヴィン〉）
  - 策謀の結末（ブランドン、税関員）
- 刑事コジャック ※第106、107話
- ザ・ホワイトハウス（マクナマラ〈ヴォーン・アームストロング〉）
- 主任警部モース（ストレンジ警視正〈ジェームズ・グラウト〉）
- ジェシカおばさんの事件簿（アラン・ゲブハート〈ジェームス・マッカーサー〉）
- 新アウターリミッツ（ルーカス〈ジョン・サヴェージ〉）
- スパイ大作戦
  - ダイアモンド作戦（秘書、機材を落とす兵士）
  - 第四帝国を阻止せよ（警備兵、眼鏡の男）
  - 極秘情報を奪回せよ（警備兵B）
  - ストレートフラッシュ（船客A、船のアナウンス、トーマーの秘書）
  - ニトログリセリン（ナジッドの秘書の声、工場の正門警備員）
  - 暗殺スパイ「山猫」（空港の警備員）
  - 罠（ハイキングの少年たちのリーダー）
  - スパイ狩り（病院の警備員）
  - 市長室乗っ取り（学生B、スピーカー）
  - 死体は一切関知しない（警官B）
  - 時代逆行30年（アーサー、ラジオ②）
  - 奇跡の心臓移植（ミルト・アンダーソン、ラジオ・アナ）
  - 海底に消えたダイヤ（シモンズ）
  - 毒ガス! 全市滅亡の危機（キャンベル、ビル）
  - 400万ドルの差し足（ミラー）
  - 暗号名はC6（アル）
  - 国境を突破せよ!（ローレンス・シャルマー）
  - 水爆仕掛人（カール）
- スペース1999 宇宙墓場の怪獣現わる!（ダーウィン・キング博士）
- 探偵レミントン・スティール
- タイムマシーンにお願い（ジョン・ベケット〈サムの父〉）
- 天才少年ドギー・ハウザー（ジミー）
- 特捜班CI-5 ※第5、15、35、40話
- どこかでなにかがミステリー（老人の声）
- 名探偵ポワロ 西洋の星の盗難事件（ドゥガル警部〈バリー・ウールガー〉）※NHK版
- 名探偵Mr.モンク（Dr. チャールズ・クローガー〈スタンリー・カメル〉） ※WOWOW・スターチャンネル版
- ヤングライダーズ（イライジャ、ランドール、ソーヤー、バーカー）

#### アニメ
- タンタンの冒険旅行（ブンジ）

#### 人形劇
- キャプテン・スカーレット
  - 北部地球防衛軍あやうし!（マーシャル軍曹）
  - アメリカ大陸を救え!（ガソリンスタンドの店員）
  - ヨーロッパ作戦（警備員2）
  - スペクトラムの暗号をねらえ!（警官）
- サンダーバード
  - SOS原子旅客機（ハンソン機長）
  - ジェット“モグラ号”の活躍（スイニー大佐）
  - 原子力機・ファイアーフラッシュ号の危機（捜索機操縦士、ハンソン機長）
  - 秘密作戦命令（ハンソン機長）
  - 公爵夫人の危機（ハンソン機長）
  - 海上ステーションの危機（アトランティック号艦長、アナウンサー）
  - すばらしいクリスマス・プレゼント（スコイビー）
  - サンダーバード6号（レイン〈偽物〉）※劇場公開版
- ジョー90
  - 死のテストパイロット（医者）
  - 魔神ビラギラの呪い（使用人、アマツテック族戦士）

### 特撮
- ウルトラシリーズ
  - ウルトラマンレオ（第48話のアナウンサーの声）
  - ウルトラマンG（ウルトラマングレートの声）
- 快傑ライオン丸（ほとんどの怪人の声）
- 人造人間キカイダー（ナレーション）
- キカイダー01（ナレーション）
- 超人バロム・1（モグラルゲの声）
- 鉄人タイガーセブン（ナレーション、犬原人の声）
- 電人ザボーガー（第1 - 15話のナレーション）
- 風雲ライオン丸（ナレーション、ほとんどの怪人の声）
- UFO大戦争 戦え! レッドタイガー（マグー指揮官の声、テーゲー指揮官の声）
- うたう!大龍宮城（ナレーション）
- 七星闘神ガイファード（ナレーション）

### ラジオドラマ
- NHK-FM アドベンチャーロード　
  - カディスの赤い星（1987年）
  - スナップ・ショット（1987年）
  - 牙王物語（1988年）
- オリジナルラジオドラマ「六夜怪談」 第五夜「ボールを追う男」（2010年） - ナレーター

### ナレーション
- NHKスペシャル（NHK教育）
- NNNニュースプラス1（日本テレビ系）‐北朝鮮の7日間のコーナーを担当。
- NNN Newsリアルタイム（日本テレビ系）‐同上。
- NNNドキュメント（日本テレビ系）
- 知ってるつもり?!（日本テレビ系）
- 鶴姫伝奇 -興亡瀬戸内水軍-（日本テレビ系）
- ウッチャンウリウリ!ナンチャンナリナリ!!「ウリナリランド」（日本テレビ系）
- 第9回FNSドキュメンタリー大賞ノミネート作品「封印された叫び 〜国策・ハンセン病隔離の罪〜」（フジテレビ）
- 東京警備指令 ザ・ガードマン（TBS系）
- JNN報道特集（TBS系）
- ザ・スクープ（テレビ朝日系）
- 征服王（フジテレビ系）
- サントリーオールド「オールドテーマ」ラジオCM
- サンデースクランブル（テレビ朝日系） - 小林清志が担当できない場合に代役として登場。
- プライム11「オランウータン密輸ルートを追え」
- 報道ステーション（テレビ朝日系）
- 戦国鍋TV 〜なんとなく歴史が学べる映像〜
- レールのあった街（BS朝日）
- バカリズムマン対怪人ボーズ（テレビ東京）
- BS世界のドキュメンタリー（NHK-BS1）
- ビデオ ヒトラー暗殺計画 独裁者を狙った男たち（アドルフ・ヒトラー、ナレーター）
- 日曜特集 新世界紀行（TBS）

### ボイスオーバー
- 美の壺（NHK教育）
- BS世界のドキュメンタリー（NHK-BS1）

### その他コンテンツ
- 音楽ビデオ「我が心のうた永遠に」（ナレーター）
- レスキュー「篠原秋彦の軌跡」VHS VIDEO（ナレーション）
- DVD ドキュメンタリー 世紀の大戦 激動の記録 第一次世界大戦（ナレーター）
- DVD 日本霊山紀行（語り）